# Logania wendyae
Logania wendyae är en tvåhjärtbladig växtart som beskrevs av Cranfield och Keighery. Logania wendyae ingår i släktet Logania och familjen Loganiaceae. Inga underarter finns listade i Catalogue of Life.